# Сент-Мэрис (остров)
Сент-Мэрис (англ. St Mary's, корн. Ennor) — первый по площади и населению остров архипелага Силли, один из пяти его обитаемых островов.

## Население
Население острова 1666 человек (2001), из них 1068 проживает в городе Хью-Таун в столице острова Сент-Мэрис.

## Транспорт
В отличие от остальных островов архипелага, на Сент-Мэрис находится большая сеть дорог, покрывающих остров. На острове есть как таксомоторные компании, так и автобусное сообщение.
На острове находится единственный аэропорт на островах Силли — аэропорт Сент-Мэрис.
Морское сообщение осуществляется паромной компанией Isles of Scilly Steamship Company, связывающей порт Сент-Мэриса и город Пензанс, Корнуолл.

## Достопримечательности
На острове находятся две англиканские приходские церкви: старая церковь Сент-Мэрис и новая церковь Сент-Мэрис. Телеграфная башня, использовавшаяся для связи с городом Порткёрно, на западе Корнуолла.

## Галерея

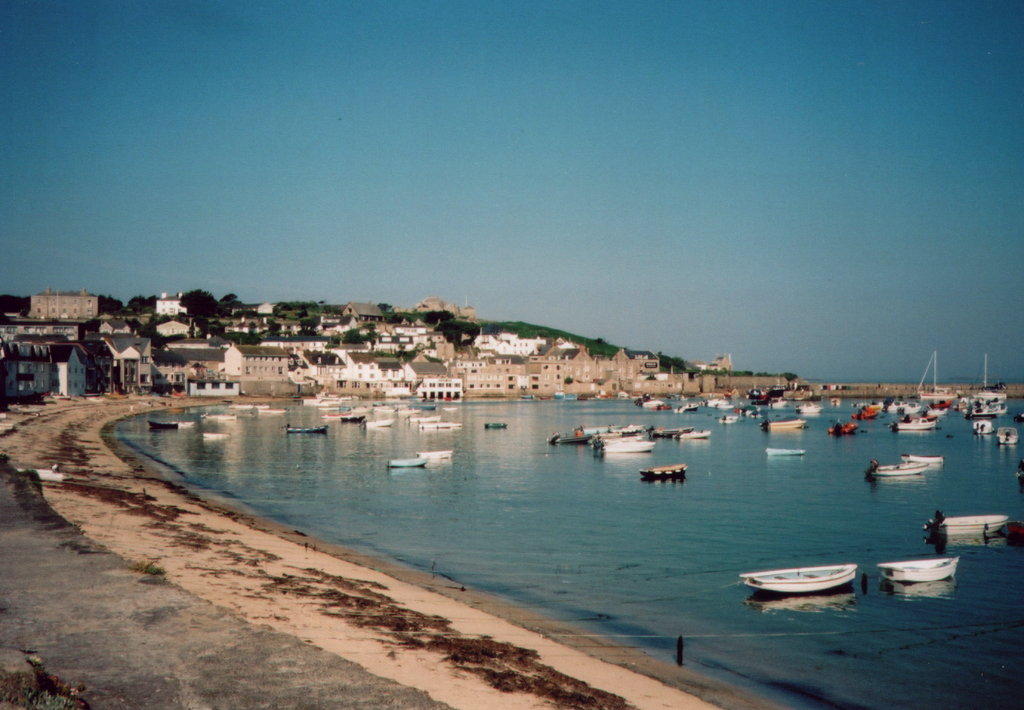
Хью-Таун
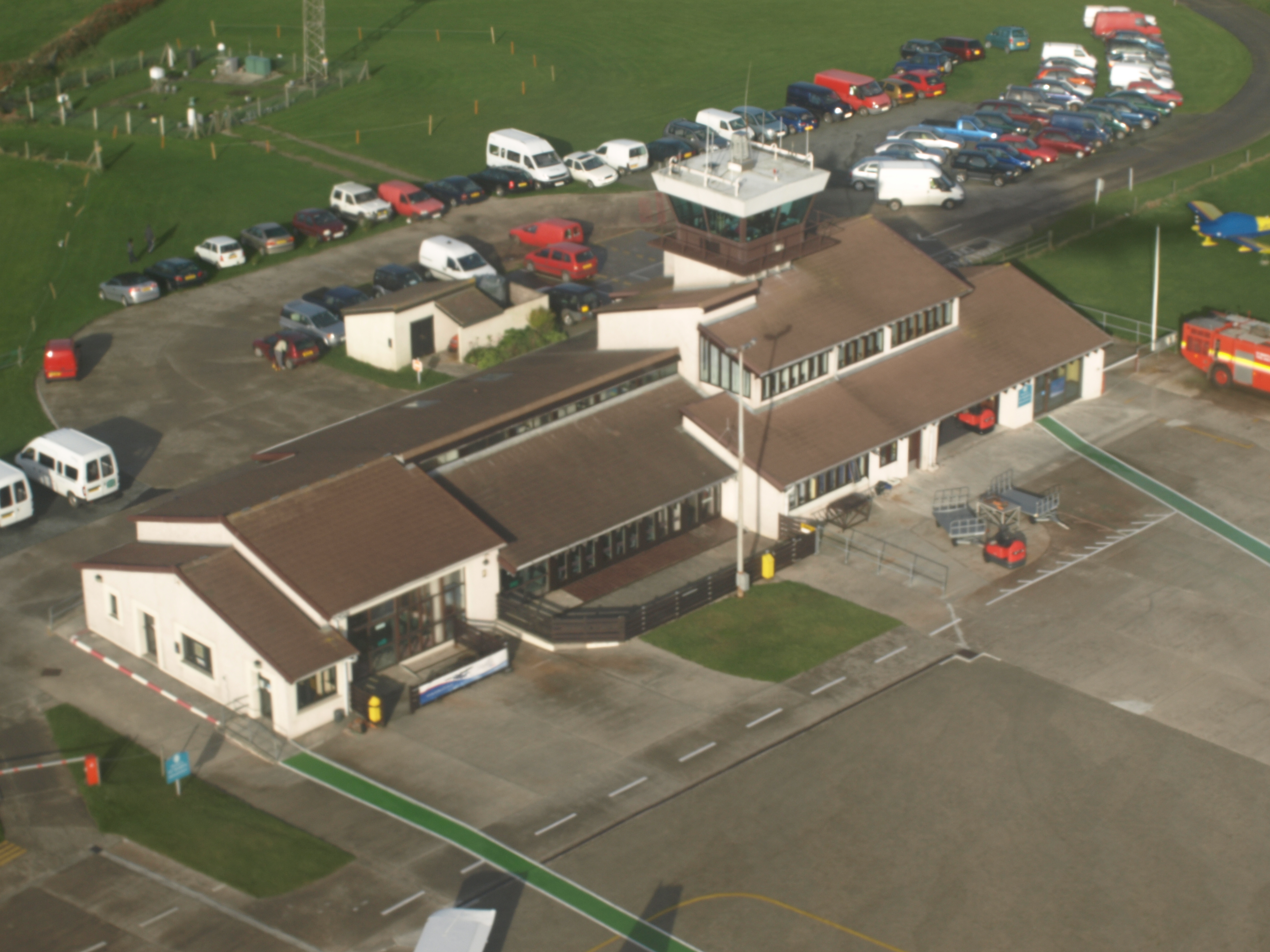
аэропорт Сент-Мэрис
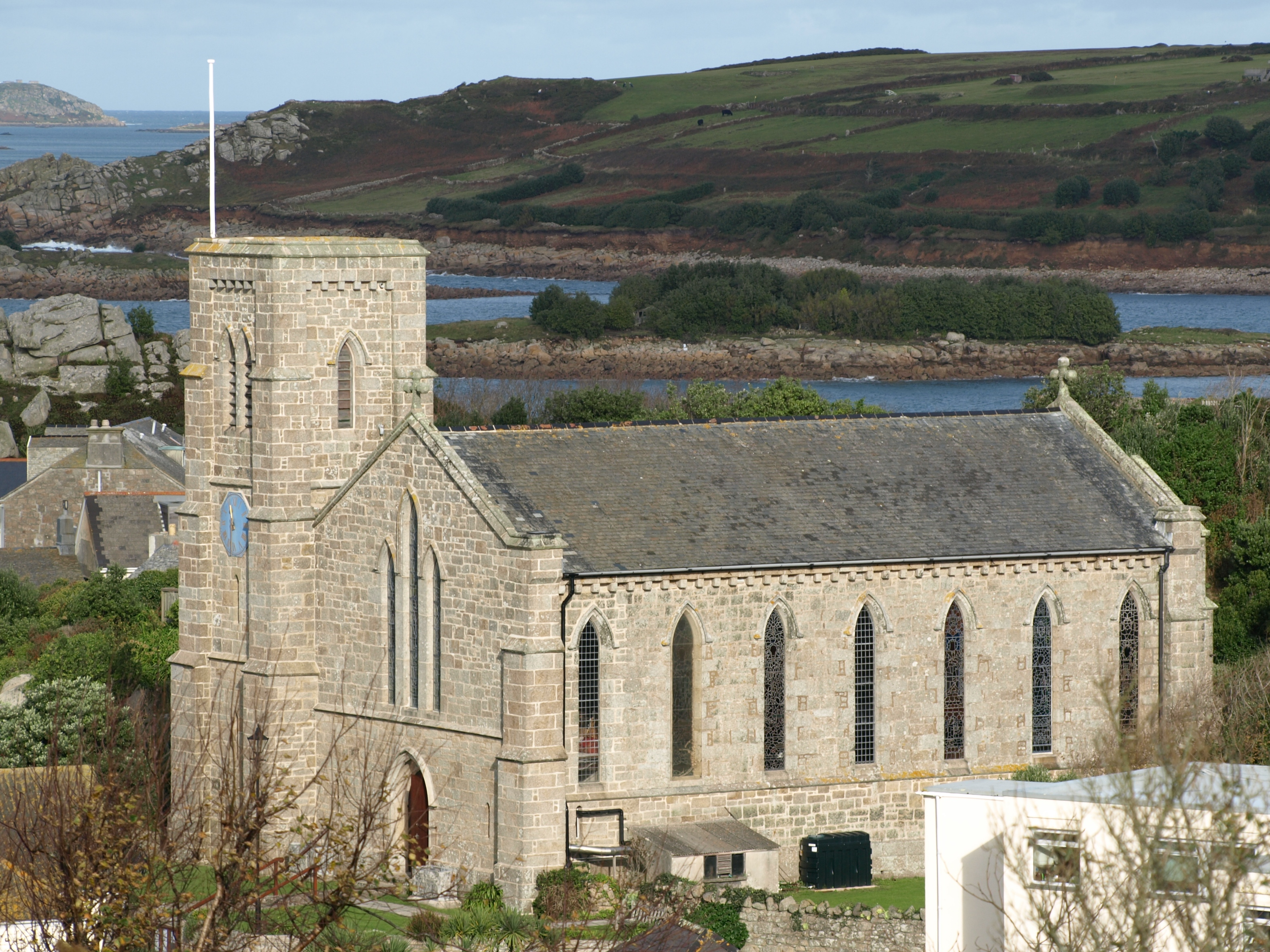
Новая церковь Сент-Мэрис
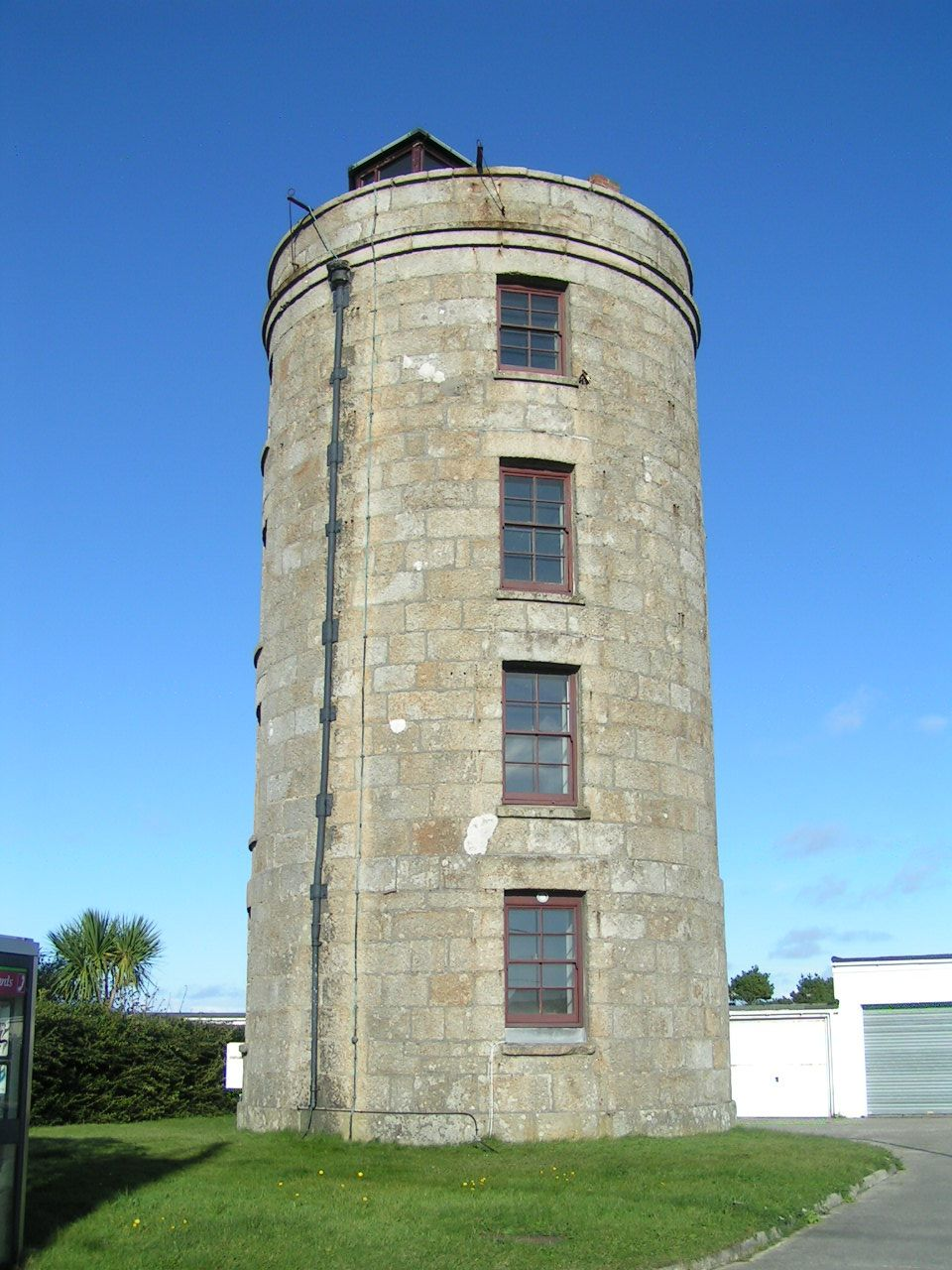
Телеграфная башня
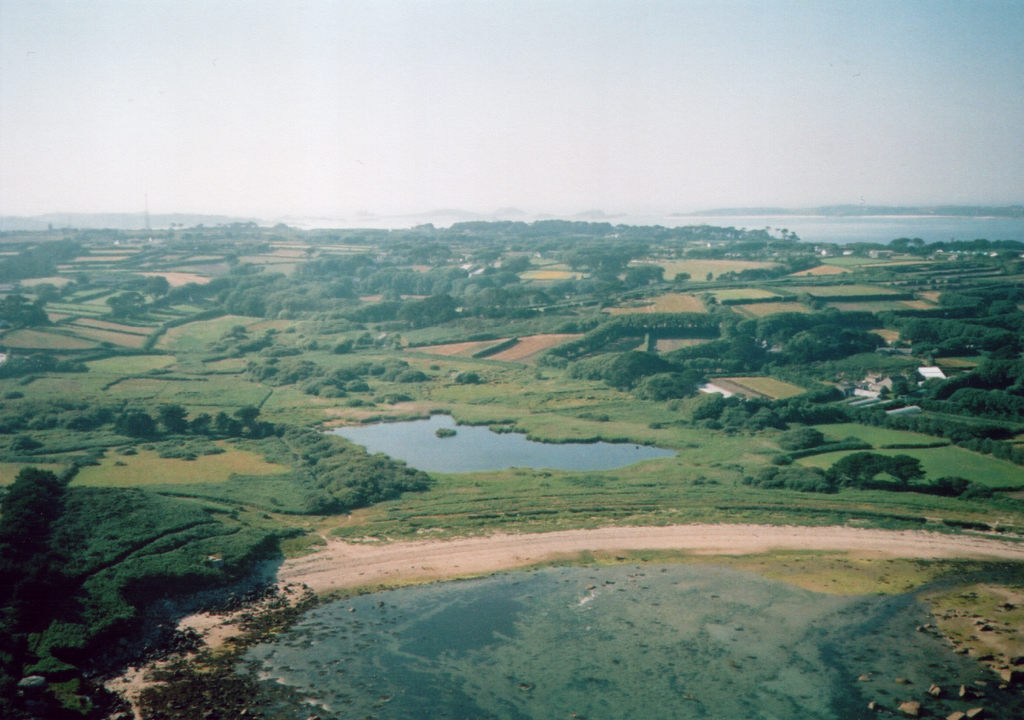
Остров Сент-Мэрис с высоты птичьего полёта